# Impatiens vellela
Impatiens vellela är en balsaminväxtart som beskrevs av Fischer och Raheliv. Impatiens vellela ingår i släktet balsaminer, och familjen balsaminväxter. Inga underarter finns listade i Catalogue of Life.